# Veliki komet iz leta 1618
Véliki komet iz leta 1618 (oznaka C/1618 W1) je komet, ki so ga opazili  30. novembra v letu 1618 .
Opazovali so ga lahko 53 dni. Zadnji dan opazovanja je bil 22. januarja 1619.
Njegova tirnica je bila parabolična, njen naklon pa 37,20°. Prisončje se je nahajalo na oddaljenosti 0,39 a.e. od Sonca.  Skozi prisončje je letel 18. novembra 1618 .